# Lčovice
Lčovice (Elčovice jusqu'en 1922 ; en allemand : Eltschowitz, précédemment Elcowitz) est un bourg (městys) du district de Prachatice, dans la région de Bohême-du-Sud, en République tchèque. Sa population s'élevait à 140 habitants en 2023.

## Géographie
Lčovice est arrosée par la Volyňka, un affluent de l'Otava, et se trouve à 7 km au sud-ouest de Volyně, à 16 km au nord-ouest de Prachatice, à 49 km à l'ouest-nord-ouest de České Budějovice et à 116 km au sud-sud-ouest de Prague.
La commune est limitée par Volyně et Nišovice au nord, par Malenice et Zálezly à l'est, par Bošice au sud et par Čkyně à l'ouest.

## Histoire
La première mention écrite du village date de 1321.

## Transports
Par la route, Lčovice se trouve à 12 km de Vimperk, à 21 km de Prachatice, à 57 km de Ceské Budejovice et à 138 km de Prague.